# Haren (Groningen)

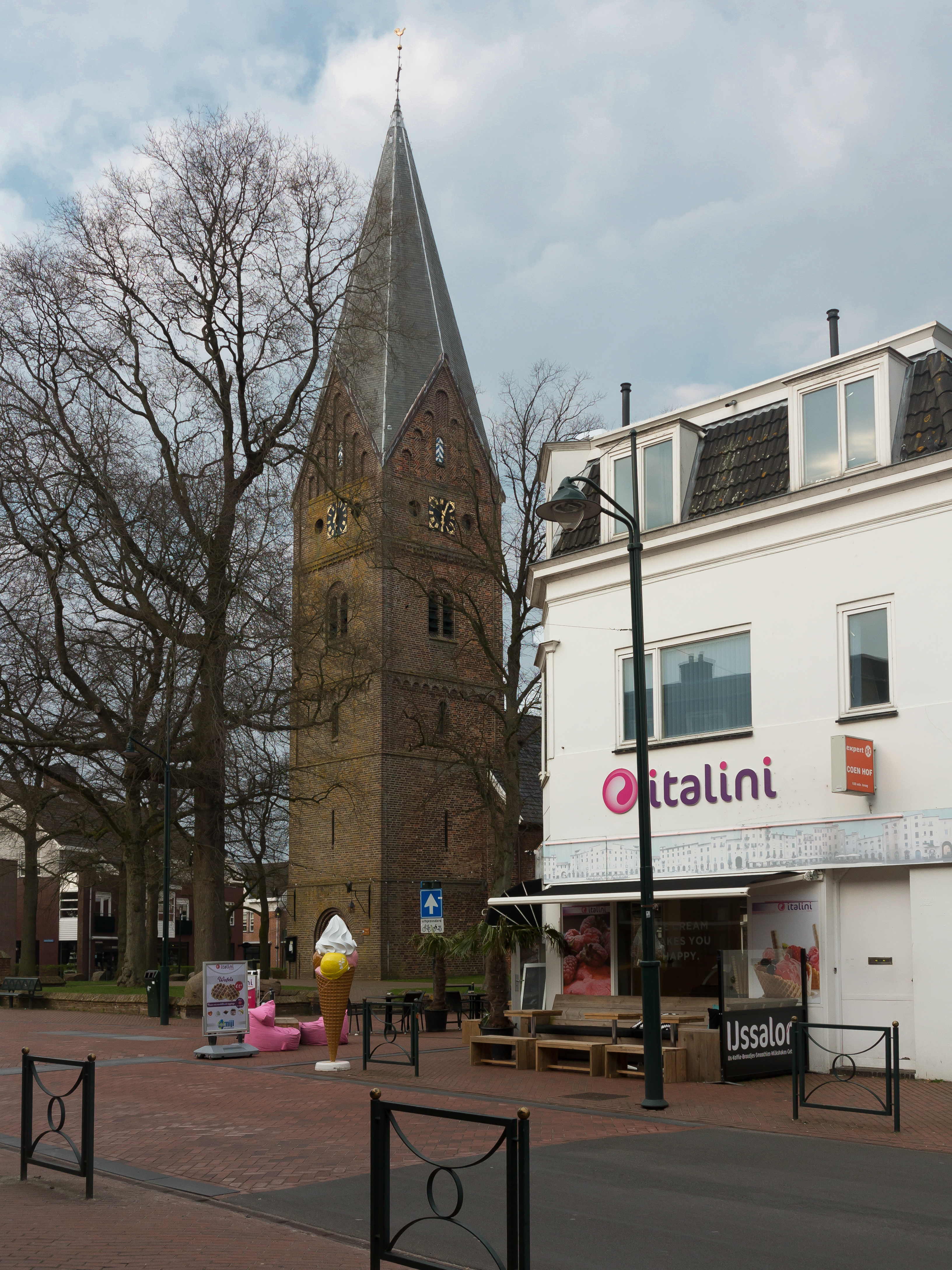
Kirche (de Nicolaaskerk) und Italienische Eisdiele

Haren (anhörenⓘ) ist ein Ort und eine ehemalige Gemeinde in der niederländischen Provinz Groningen. Zum 1. Januar 2019 wurden Haren und Ten Boer der Gemeinde Groningen angegliedert. In Haren leben 18.425 Einwohner (Stand: 1. Januar 2024).

## Orte
Die Gemeinde Haren umfasste das ausgedehnte Dorf gleichen Namens, wo die Gemeindeverwaltung ihren Sitz hat, und weiter folgende Ortschaften und Dörfer: Essen, Glimmen, Noordlaren, Onnen und Paterswolde (teilweise).

## Lage, Verkehr und Wirtschaft
Haren liegt unmittelbar (nur etwa 3,5 km) südlich der Provinzhauptstadt Groningen, als dessen Vorort es bezeichnet werden kann. Es hat einen Bahnhof an der Strecke Groningen–Assen–Zwolle. Westlich des Dorfes Haren verläuft die Autobahn A28 zwischen denselben Städten. Der Flughafen Groningen in Eelde ist nur wenige Kilometer von Haren entfernt.
In Haren befand sich mit dem biologischen Zentrum ein Campus der Universität Groningen, auf dem die biologische Fakultät und ein botanischer Garten (Hortus Haren) untergebracht waren. Das schön am Rande einer teils bewaldeten Anhöhe (Hondsrug; diese nur 10-20 Meter hohe "Hügelkette" setzt sich in der angrenzenden Provinz Drenthe in südöstliche Richtung fort) gelegene Dorf wird von vielen, oft wohlhabenden Leuten bewohnt, die täglich zur Arbeit in die Stadt Groningen pendeln. Auch der Wassersporttourismus ist von Bedeutung, wegen der Nähe zu zwei Seen.

## Geschichte
Bereits in der Jungsteinzeit lebten Menschen in diesem Gebiet. Südlich von Haren befindet sich das einzige Hünengrab der Niederlande außerhalb der Provinz Drenthe, wo es 50 dieser Megalithdenkmäler gibt. Auch aus der Römerzeit sind von den Archäologen vereinzelte Funde gemacht worden.
Um 1040 erwarb der Utrechter Bischof das Gorecht genannte Gebiet der heutigen Gemeinde Haren. Die Stadt Groningen pachtete es seit 1392 von ihm und kaufte ihm die Herrlichheitsrechte 1460 endgültig ab; Haren gehörte zum "Ommeland" (Umland) Groningens.
Zwischen 1215 und 1594 gab es hier ein Nonnenkloster der Zisterzienserinnen. Die Reformation setzte sich aber auch hier durch, aber ohne viele Gewalt; der letzte katholische Pfarrer trat selber zum Calvinismus über, und durfte sein Amt nun als "dominee" weiter ausüben; die letzten zehn Klosterfrauen bekamen eine Rente und wurden in Frieden gelassen.
Die Vorherrschaft der Stadt Groningen wurde in Haren im 18. Jahrhundert als drückend empfunden. Die Französische Revolution wurde 1785 zum Anlass einer erfolgreichen Erhebung. Als einige Jahre später die Franzosen einmarschierten, wurde Haren bald eine selbständige Gemeinde. Wachstum und Blüte kamen, als sich im 20. Jahrhundert immer mehr reiche Groninger in Haren ansiedelten. Aber das nördliche Viertel, Helpman, musste doch der Stadt Groningen wieder abgetreten werden.
An der Grenze zur Provinz Drenthe, zwischen Glimmen und De Punt, fand am 23. Mai 1977 die von südmolukkischen Unabhängigkeitskämpfern ausgeführte Geiselnahme im Zug Groningen–Assen statt. Diese wurde am 11. Juni durch eine Spezialeinheit des niederländischen Militärs, dem Korps Mariniers gewaltsam beendet, wobei sechs der Geiselnehmer und zwei Passagiere ums Leben kamen.
In den Niederlanden gelangte das sonst friedliche Dorf wieder im Sommer 2012 in die internationalen Schlagzeilen, als es im Umfeld der über Facebook angekündigten Geburtstagsfeier Projekt X Haren zu schweren Ausschreitungen mit Plünderungen lokaler Geschäfte durch mehrere tausend Jugendliche kam. Kritisiert wurde im Nachgang vor allem das sehr zurückhaltende Auftreten der Polizei, die eine stark deeskalierende Strategie einsetzte und dabei auch nicht bei der Plünderung des örtlichen Supermarktes einschritt.

## Sehenswürdigkeiten
- Nicolaaskerk
- der botanische Garten "Hortus Haren", mit u. a. einem großartig, mit Hilfe aus China selbst, angelegten chinesischen Garten; der Hortus bietet in jeder Saison viele Veranstaltungen an, auch für Kinder, darunter auch viele über die chinesische Kultur. Der Hortus liegt unmittelbar nördlich des Dorfes Haren.
- Westlich der Autobahn liegt das Paterswolder Meer, ein See mit Wassersportmöglichkeiten.
- Südlich von Haren, beim Dorf Noordlaren, liegt das noch erheblich größere Zuidlaarder Meer (siehe auch: Zuidlaren).
- Die schöne, an kleinen Naturgebieten reiche, Umgebung ist gut zu Radtouren und Wanderungen geeignet.
- Südlich von Haren, in Glimmen, gibt es einen Golfplatz.

## Politik

### Fusion
Haren wurde zum 1. Januar 2019 mit der Gemeinde Ten Boer nach Groningen eingemeindet.

### Sitzverteilung im Gemeinderat
Der Gemeinderat wurde von 2002 bis zur Gemeindeauflösung folgendermaßen gebildet:
| Partei                | Sitze | Sitze | Sitze | Sitze |
| Partei                | 2002  | 2006  | 2010  | 2014  |
| --------------------- | ----- | ----- | ----- | ----- |
| D66                   | 1     | 1     | 3     | 5     |
| Gezond Verstand Haren | —     | —     | 2     | 3     |
| VVD                   | 5     | 4     | 4     | 2     |
| CDA                   | 4     | 3     | 2     | 2     |
| PvdA                  | 3     | 4     | 3     | 2     |
| GroenLinks            | 3     | 4     | 2     | 2     |
| ChristenUnie          | 1     | 1     | 1     | 1     |
| Liberaal Haren        | —     | —     | —     | 0     |
| Lijst-Berghuis        | —     | —     | —     | 0     |
| Gesamt                | 17    | 17    | 17    | 17    |

Aufgrund der Fusion zum 1. Januar 2019 fanden die Wahlen für den Rat der (neuen) Gemeinde Groningen am 21. November 2018 statt.

### Bürgermeister
Vom 1. Mai 2015 bis zum Zeitpunkt der Gemeindeauflösung war Pieter van Veen (VVD) kommissarischer Bürgermeister der Gemeinde. Zu seinem Kollegium zählten die Beigeordneten Michiel Verbeek (D66), Mathilde Stiekema (CDA) sowie die Gemeindesekretärin Madelon de Wilde.

## Persönlichkeiten

### Söhne und Töchter der Stadt
- Henk Nijdam (1935–2009), Radrennfahrer, Sportler des Jahres 1962 der Niederlande
- Allard Schröder (* 1946), Schriftsteller
- Cees Dekker (* 1959), Physiker und Hochschullehrer
- Marius Anton van Willigen (* 1962), Theologe
- Annemiek de Haan (* 1981), Ruderin, dreifache Olympiamedaillen-Gewinnerin